# Ona (film, 2013)
Ona (v originále Her) je úspěšný americký romantický sci-fi film, který dostal Oscara za scénář a byl 4krát nominovaný za Nejlepší film, Výpravu, Hudbu a Píseň – "The Moon Song". Film režíroval Spike Jonze.